# Barker (Uruguay)
Barker es una localidad uruguaya del departamento de Colonia. Establecido como un pequeño asentamiento británico en el siglo XIX, su economía se basa principalmente en ganadería ovina y cultivo de maíz y cereal.

## Ubicación
La localidad se encuentra ubicada en la zona centro-sur del departamento de Colonia, sobre la cuchilla de Colla y junto a la ruta 54. Dista 12 km de la ciudad de Rosario y 50 km de la capital departamental Colonia del Sacramento.

## Población
Según el censo del año 2011 la localidad cuenta con una población de 158 habitantes.
| 171           | 113 | 91 | 68 | 91 | 158 |
| (Fuente: INE) |     |    |    |    |     |